# Lampona punctigera
Lampona punctigera là một loài nhện trong họ Lamponidae. Loài này được phát hiện ở Nam Úc.